# Reynaldo Clavasquín
José Reynaldo Clavasquín Bejarano (Puerto Cortés, Honduras, 28 de enero de 1972) es un exfutbolista y actual director técnico hondureño.

## Trayectoria

### Como jugador
Reynaldo Clavasquín, conocido como Clava, comenzó su carrera con el Platense de su ciudad natal. En ese club debutó en 1992 y se mantuvo hasta finales de 1997. Posteriormente, reforzó a Motagua de cara al Clausura 1998. Durante ese torneo, su participación con el Ciclón Azul fue excepcional. Es recordado por el histórico «gol de oro» que le marcó a Olimpia, en la final disputada el 25 de octubre. 
Tras finalizar campeón de la Liga Nacional en el Clausura 2000, Clavasquín comenzó a llamar la atención de distintos clubes del extranjero. De esa forma, el 22 de septiembre de ese año, cerró su traspaso al Dundee United de la Liga Premier de Escocia. Sin embargo, al mes siguiente fue separado de la plantilla del club junto con otros jugadores.
Ante tal situación, en enero de 2001, durante el mercado de traspasos de invierno, se concretó su fichaje por el Bad Bleiberg, que en aquel entonces participaba de la Primera Liga de Austria. Su paso por el club austriaco arrojó las siguientes estadísticas: 43 partidos jugados y 2 goles anotados.
A mediados de 2002, luego de un dilatado paso por el fútbol europeo, regresó a Honduras para defender los colores del Real España.
Finalmente, tras más de diez años de carrera como jugador, se retiró en 2004.

### Como entrenador
Comenzó como asistente técnico de Ramón Primitivo Maradiaga, en 2006, y posteriormente de Jorge Ernesto Pineda, en 2008. El 21 de abril de 2008, tras la renuncia de Pineda, fue designado como director técnico interino de Motagua para los últimos dos juegos del Clausura 2008.
Debutó oficialmente el 27 de abril en el triunfo de 2 a 0 sobre el Vida. Su segundo partido al mando de Motagua fue el 3 de mayo, en un juego contra Platense que sus dirigidos ganaron por 3 a 1. Ese par de triunfos aseguraron la clasificación de Motagua a las semifinales del torneo. En dicha instancia, el cuadro Azul Profundo enfrentó a su acérrimo rival: Olimpia. En el juego de ida, disputado el 7 de mayo, el cuadro Albo se llevó la victoria por goleada de 4 a 1. Después, en la vuelta, Olimpia volvió a ganar, pero con resultado de 3 a 1. Finalmente, Olimpia, con un global de 7 a 2, clasificó a la final.
Fue nombrado director técnico de la Selección de fútbol de Honduras el 16 de marzo de 2011, sucediendo en el puesto a Juan de Dios Castillo. Debutó como DT el 25 de marzo en un encuentro amistoso contra Corea del Sur, el cual se disputó en Seúl y finalizó con derrota de 4 a 0. El 29 de marzo, cuatro días después, en la ciudad de Wuhan, sus dirigidos cayeron ante China por 3 a 0. Días después de esa gira por Asia, el colombiano Luis Fernando Suárez asumió la dirección técnica de la H.
El 23 de octubre de 2012, fue anunciado como nuevo entrenador del Motagua de la Liga Nacional de Honduras, en sustitución de José Treviño. Luego de un mal inicio en el Torneo Apertura, donde Motagua ocupaba la octava posición de la tabla de posiciones y el torneo regular estaba a cuatro juegos de finalizar, Clavasquín logró levantar notablemente el nivel del equipo. El Ciclón Azul, tras quedar en puestos de clasificación, finalmente accedió a la liguilla. En esa instancia enfrentó, en los cuartos de final, a Real España superándolos con un global de 7 a 3. Sin embargo, en la instancia semifinal, cayó ante Victoria con global de 3 a 3 (con ventaja para Victoria por mejor posición en la tabla de posiciones). Durante el Clausura 2013, Motagua finalizó en la sexta posición sin clasificar a la liguilla, lo cual desembocó en la destitución de Clavasquín como DT del club.
El 6 de agosto de 2013 fue anunciado como director técnico del Valle Fútbol Club, que recién ascendía a la Liga de Ascenso de Honduras.
El 3 de junio de 2016, Clava fue confirmado como nuevo entrenador del Platense. El 18 de diciembre, Platense finalizó subcampeón del Torneo Apertura tras caer en la final contra Motagua. Aun así, bajo las órdenes de Clavasquín, el cuadro Selacio volvió a disputar una final tras catorce años de ausencia. El 20 de septiembre de 2017, la directiva decidió destituirlo de la dirección técnica del club luego de una serie de malos resultados en el torneo de liga y en la Liga Concacaf.

## Selección nacional
Fue internacional con la Selección de fútbol de Honduras, realizando su debut el 19 de marzo de 1999 en un partido contra Belice correspondiente a la Copa Uncaf 1999. Jugó un total de 35 partidos y anotó 3 goles. 

### Participaciones en Copa Uncaf
| Copa Uncaf      | Sede       | Resultado    |
| --------------- | ---------- | ------------ |
| Copa Uncaf 1999 | Costa Rica | Tercer lugar |

### Participaciones en Copa de Oro
| Copa de Oro      | Sede           | Resultado        |
| ---------------- | -------------- | ---------------- |
| Copa de Oro 2000 | Estados Unidos | Cuartos de final |

### Goles internacionales
| #  | Fecha                 | Lugar                                   | Rival             | Goles | Resultado | Competición      |
| -- | --------------------- | --------------------------------------- | ----------------- | ----- | --------- | ---------------- |
| 1. | 26 de marzo de 1999   | Estadio Nacional, San José, Costa Rica  | Costa Rica        | 1–0   | 2–1       | Copa Uncaf 1999  |
| 2. | 17 de marzo de 1999   | Estadio Nacional, Tegucigalpa, Honduras | Trinidad y Tobago | 2–1   | 3–2       | Amistoso         |
| 3. | 19 de febrero de 2000 | Orange Bowl, Miami, Estados Unidos      | Perú              | 1–2   | 3–5       | Copa de Oro 2000 |

## Clubes

### Como jugador
| Club          | País     | Año         |
| ------------- | -------- | ----------- |
| Platense      | Honduras | 1992 - 1997 |
| Motagua       | Honduras | 1998 - 2000 |
| Dundee United | Escocia  | 2000 - 2001 |
| Bad Bleiberg  | Austria  | 2001 - 2002 |
| Real España   | Honduras | 2002 - 2004 |

### Como asistente técnico
| Club    | País     | Año         | Asistente de         |
| ------- | -------- | ----------- | -------------------- |
| Motagua | Honduras | 2006 - 2007 | Ramón Maradiaga      |
| Motagua | Honduras | 2008        | Jorge Ernesto Pineda |
| Motagua | Honduras | 2011 - 2012 | José Treviño         |

### Como entrenador
| Club                 | Div. | País      | Año         |
| -------------------- | ---- | --------- | ----------- |
| Motagua (interino)   | 1.ª  | Honduras  | 2008        |
| Motagua              | 1.ª  | Honduras  | 2012 - 2013 |
| Valle                | 2.ª  | Honduras  | 2013 - 2014 |
| Platense             | 1.ª  | Honduras  | 2016 - 2017 |
| Valle                | 2.ª  | Honduras  | 2018        |
| Atlético Esperanzano | 2.ª  | Honduras  | 2018        |
| Villanueva           | 2.ª  | Honduras  | 2018        |
| Honduras Progreso    | 1.ª  | Honduras  | 2019        |
| Deportivo Ocotal     | 1.ª  | Nicaragua | 2019 - 2020 |

### Como seleccionador nacional
| Selección                        | Año  |
| -------------------------------- | ---- |
| Selección de Honduras (interino) | 2011 |

## Estadísticas como entrenador
- Actualizado al último partido dirigido el 4 de abril de 2020.

| Motagua Honduras               | Clausura 2008         | 4   | 2  | 0  | 2      | 50%    |
| Motagua Honduras               | Total                 | 4   | 2  | 0  | 2      | 50%    |
| Selección de Honduras Honduras | Amistosos 2011        | 2   | 0  | 0  | 2      | 0%     |
| Selección de Honduras Honduras | Total                 | 2   | 0  | 0  | 2      | 0%     |
| Motagua Honduras               | Apertura 2012         | 8   | 5  | 3  | 0      | 75%    |
| Motagua Honduras               | Clausura 2013         | 18  | 6  | 4  | 8      | 40.74% |
| Motagua Honduras               | Total                 | 26  | 11 | 7  | 8      | 51.28% |
| Platense Honduras              |                       |     |    |    |        |        |
| Apertura 2016                  | 22                    | 9   | 8  | 5  | 53.03% |        |
| Clausura 2017                  | 18                    | 5   | 5  | 8  | 37.04% |        |
| Copa de Honduras 2017          | 2                     | 1   | 1  | 0  | 66.67% |        |
| Apertura 2017                  | 6                     | 1   | 1  | 4  | 22.22% |        |
| Liga Concacaf 2017             | 2                     | 0   | 0  | 2  | 0%     |        |
| Total                          | 50                    | 16  | 15 | 19 | 42%    |        |
| Honduras Progreso Honduras     | Clausura 2019         | 8   | 0  | 2  | 6      | 8.33%  |
| Honduras Progreso Honduras     | Total                 | 8   | 0  | 2  | 6      | 8.33%  |
| Deportivo Ocotal · Nicaragua   | Apertura 2019         | 8   | 4  | 2  | 2      | 58.33% |
| Deportivo Ocotal · Nicaragua   | Clausura 2020         | 13  | 2  | 4  | 7      | 25.64% |
| Deportivo Ocotal · Nicaragua   | Total                 | 21  | 6  | 6  | 9      | 38.1%  |
| Total como entrenador          | Total como entrenador | 111 | 35 | 30 | 46     | 40.54% |
| Fuente                         |                       |     |    |    |        |        |

## Palmarés

### Como jugador
| Título          | Club        | País     | Año  |
| --------------- | ----------- | -------- | ---- |
| Torneo Clausura | Motagua     | Honduras | 1998 |
| Supercopa       | Motagua     | Honduras | 1999 |
| Torneo Apertura | Motagua     | Honduras | 1999 |
| Torneo Clausura | Motagua     | Honduras | 2000 |
| Torneo Apertura | Real España | Honduras | 2003 |